# Isothecium subseriatum
Isothecium subseriatum là một loài rêu trong họ Brachytheciaceae. Loài này được Mitt. ex Sande Lac. Lindb. mô tả khoa học đầu tiên năm 1872.